# Ifigeneia Krommydaki
Ifigeneia Krommydaki (grekiska: Ιφιγένεια Κρομμυδάκη), född 3 mars 2004, är en grekisk konstsimmare.

## Karriär
Vid junior-EM 2022 i Alicante var Krommydaki en del av Greklands lag som tog brons i både fri kombination och i highlight. Vid EM 2022 i Rom var hon en del av Greklands lag som tog brons i fri kombination. Vid junior-VM 2022 i Québec var Krommydaki en del av Greklands lag som tog brons i highlight.
Vid junior-EM 2023 i Funchal tog Krommydaki guld i det fria parprogrammet tillsammans med Maria Karapanagiotou. Hon var även en del av Greklands lag som tog brons i både det fria lagprogrammet och det akrobatiska lagprogrammet. Vid EM 2024 i Belgrad var Krommydaki en del av Greklands lag som silver i både det tekniska lagprogrammet och det akrobatiska lagprogrammet. Hon var även en del av laget som tog guld i fria lagprogrammet, men deltog endast i kvalet och ersattes av Artemi Koutraki i finalen efter att ha skadat sig.